# Tượng Heracles ở Arcachon
Tượng Heracles ở Arcachon là một bức tượng được đặt tại Parc Mauresque (Công viên Moor), Arcachon, Gironde thuộc vùng Tây Nam nước Pháp. Bức tượng được làm bằng đá cẩm thạch bởi nhà điêu khắc địa phương Claude Bouscau, được xây dựng vào năm 1948 để tưởng nhớ những binh sĩ Kháng chiến Pháp trong việc chống lại lực lượng chiếm đóng của Đức trong Chiến tranh thế giới thứ hai. Bức tượng của anh hùng Hy Lạp cổ đại Heracles cao 3,1 m, khỏa thân, và khoác trên lưng là bộ da của sư tử Nemea bị ông đánh bại. 

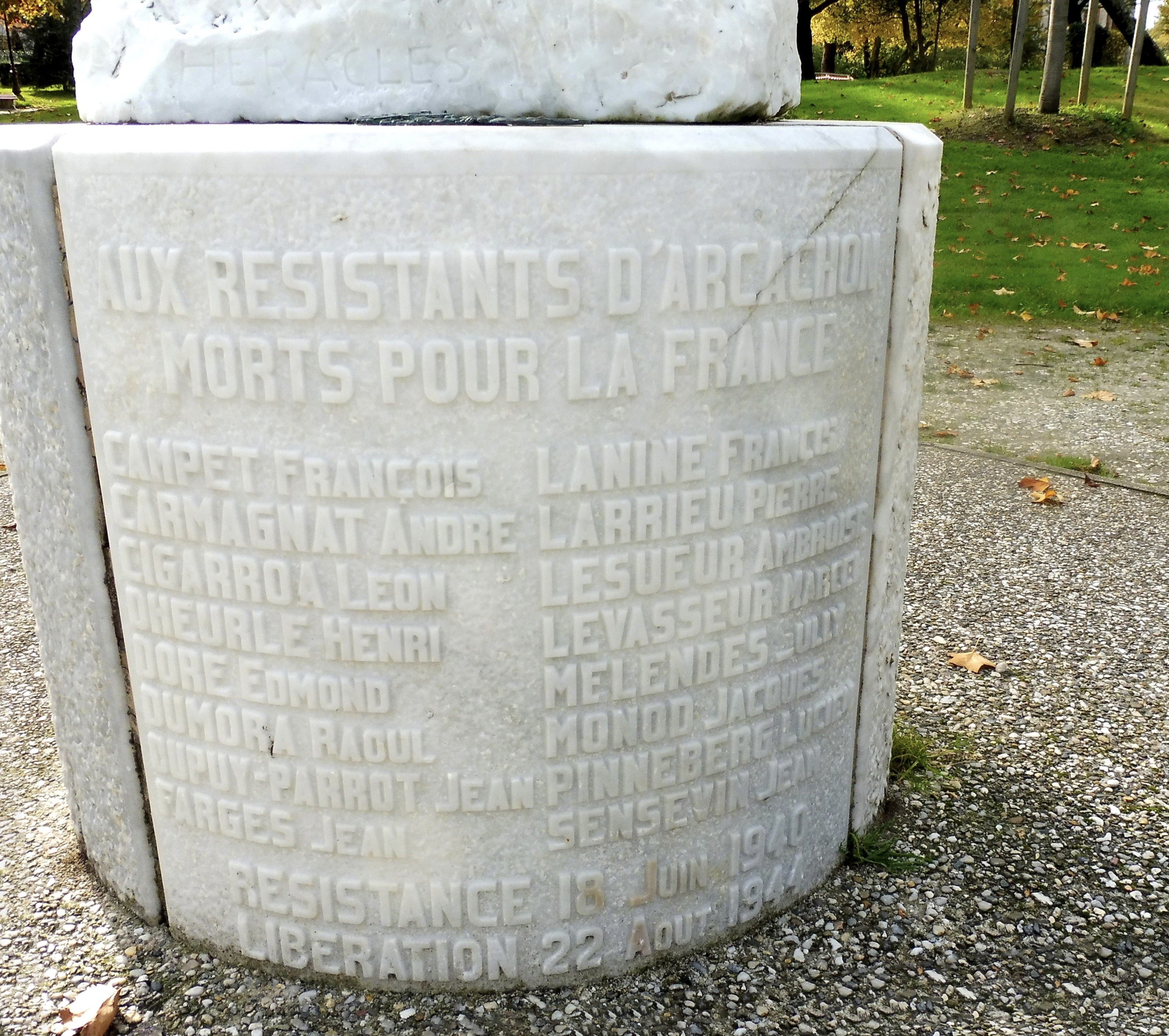
Bệ tượng liệt kê tên các binh sĩ kháng chiến địa phương đã thiệt mạng trong chiến tranh.

Dương vật của bức tượng đã bị giảm kích thước lại hai lần ngay sau khi xây dựng, sau những lời phàn nàn của phụ nữ địa phương. Dương vật thường xuyên bị trộm. Vào năm 2016, hội đồng thành phố đã quyết định dương vật sẽ không được cố định vĩnh viễn mà thay vào đó một dương vật tạm thời sẽ được lắp đặt khi các sự kiện công cộng được tổ chức gần bức tượng.

## Xây dựng
Thành phố Arcachon, Gironde, tìm cách tưởng nhớ những binh sĩ Kháng chiến Pháp trong Chiến tranh thế giới thứ hai. Nhà điêu khắc địa phương Claude Bouscau đã được yêu cầu thiết kế một tác phẩm điêu khắc để đặt trong công viên của thành phố (Công viên Moor) . Nhà điêu khắc Bouscau đề xuất xây dựng bức tượng với hai bức phù điêu mô tả các nhân vật "Chiến thắng" và "Kháng chiến" cùng với một cái bát lửa. Tuy nhiên hội đồng Thành phố từ chối đề xuất này vì giá quá đắt. Sau đó ông đề xuất lắp đặt một trong những tác phẩm hiện có của ông, một bức tượng của anh hùng Hy Lạp Heracles, sau đó bức tượng này được thành phố chấp nhận và xây dựng.

## Hình dáng
Bức tượng cao 3,1 m được làm từ đá cẩm thạch Carrara mô tả Heracles chiến thắng sư tử Nemea, tượng trưng cho chiến thắng của quân đồng minh trước Đức Quốc xã. Bức tượng được làm vào năm 1936-1939, khi Bouscau đang sống ở Roma sau khi giành Giải thưởng La Mã về điêu khắc năm 1935. Bức tượng với hình dáng  Heracles khỏa thân, lưng khoác chiếc áo choàng bằng da của sư tử. Tay phải của anh cầm cây gậy mà anh đã sử dụng để chiến đấu với con vật, tay trái của anh cầm hai con rắn.
Hình điêu khắc trên đế hình trụ của bức tượng có dòng chữ "Aux résistants d’Arcachon morts pour la France" (Gửi những người kháng chiến ở Arcachon đã hy sinh vì nước Pháp) với tên của 16 người. Một tấm bảng bằng đồng ghi lại rằng đài tưởng niệm được khánh thành vào ngày 22 tháng 8 năm 1948 bởi Đô đốc Philippe Auboyneau, cựu chỉ huy lực lượng hải quân Pháp Tự do trong Chiến tranh Thế giới thứ hai.
Một số tác phẩm điêu khắc Bouscau khác được trưng bày trong thị trấn, bao gồm bức phù điêu Chúa Kitô cởi bỏ quần áo năm 1935 đã giành Giải thưởng La Mã cho tác phẩm điêu khắc vào năm 1935, một bức tượng Đức Mẹ Đồng trinh và một bức tượng khác của một người phụ nữ tắm, một bức tượng người phụ nữ với một con cá heo, một bức tượng Robert Martin, và một tượng đài cho các thủy thủ đã bỏ mạng trên biển.

## Dương vật của bức tượng
Ngay sau khi được lắp đặt, dương vật của bức tượng đã hai lần bị giảm kích thước sau những phàn nàn của phụ nữ địa phương vì cho rằng nó quá lớn. Mặc dù Heracles được người Hy Lạp cổ đại coi là biểu tượng nam tính và mạnh mẽ.
Dương vật của bức tượng đã bị đánh cắp và không được phục hồi nhiều lần. Nó bị trộm vào tháng 6 năm 2010 và phải đến tháng 1 năm 2011, một cái mới để thay thế mới được lắp đặt. Đến năm 2016, văn phòng thị trưởng thành phố đã có một khuôn dương vật mà từ đó người ta sẽ đúc những dương vật thay thế. Vào năm 2016, thị trưởng thành phố Yves Foulon tuyên bố "Tôi không muốn bất cứ ai, thậm chí không phải kẻ thù tồi tệ nhất của tôi, chịu đựng những gì đã xảy ra với bức tượng này". Sự biến mất của dương vật đã gây ra sự bối rối cho hội đồng thành phố trong một số buổi lễ được tổ chức tại bức tượng.
Vào năm 2016, hội đồng đã quyết định không thay thế dương vật. Thay vào đó, một dương vật có thể tháo rời được chế tạo và nó sẽ chỉ được lắp đặt trong các sự kiện công cộng được tổ chức gần bức tượng. Phó thị trưởng Martine Phellipot đã truyền cảm hứng để đưa dương vật có thể tháo rời được nhờ vào trải nghiệm y khoa của mình. Cô nói rằng "Chúng tôi đã chọn phương án làm một bộ phận giả có thể tháo rời được đặt lên bức tượng trước mỗi buổi lễ. Đó là cách duy nhất để tránh phải luôn đi tìm dương vật của bức tượng". Dương vật có thể tháo rời được thực hiện bởi Thomas Castelnau, một nghệ nhân làm việc cho hội đồng thành phố. Dương vật được lắp vào tượng, khi tháo ra chỉ còn lại một thanh kim loại mỏng.